# Ventura Álvarez Sala
Ventura Álvarez Sala Vigil (Gijón, 1869-1919) fue un pintor español.

## Biografía
Hizo los estudios primarios y fue aprendiz de pintor de oficio en el taller de El Vizcaíno. Asistió a clases en la Escuela Municipal de Dibujo de Gijón. Marchó a Madrid hacia 1890, donde para poder subsistir dibujaba retratos al carbón. Fue discípulo de Manuel Ojeda y alumno de la Escuela Superior de Bellas Artes. Se dio a conocer asistiendo a las Exposiciones Nacionales celebradas en Madrid. En la de 1892 presentó su cuadro Naufragio en las costas de Gijón; en la de 1895 consigue una mención honorífica por su autorretrato En el estudio; en la de 1897 es tercera medalla por su obra ¡Todo a babor!; en la de 1899 es también tercera medalla por su trabajo La rifa de la ternera, y su cuadro El contraste es propuesto para una condecoración en la de 1901. Colaboró también como ilustrador en la revista Blanco y Negro.
El casino de Gijón le concedió una beca con la que viajó a Roma, donde envió al concurso de pensionados por la Escuela Superior de Bellas Artes de Madrid, un cuadro bajo el lema obligado de La familia de un anarquista el día antes de la ejecución, considerado entre los dos mejores presentados a la convocatoria, pero no es premiado. Regresó a Gijón y estableció un estudio en Somió. Con el cuadro La promesa (una escena de un grupo de pescadores en acción de gracias dibujándose, al fondo la ermita de La Providencia) concurrió a la Exposición Nacional de Bellas Artes de 1904, y fue adquirido por Aureliano de Beruete para el Museo de Arte Moderno, consigue una medalla de oro en la Exposición Internacional de Múnich, en 1905. Esta obra permaneció en el Museo de Arte Moderno hasta 1932, año en el que fue enviada a la Diputación Provincial de Oviedo para almacenarla, pudiendo verse hoy en día en el Museo de Bellas Artes de Asturias. Con cuadros de asunto asturiano concurre a las exposiciones nacionales de 1906, 1908 (en la que su lienzo Emigrantes es segunda medalla), 1910, también segunda medalla con Asturias, 1912 y 1915, en la que se le concede primera medalla por Ganarás el pan.

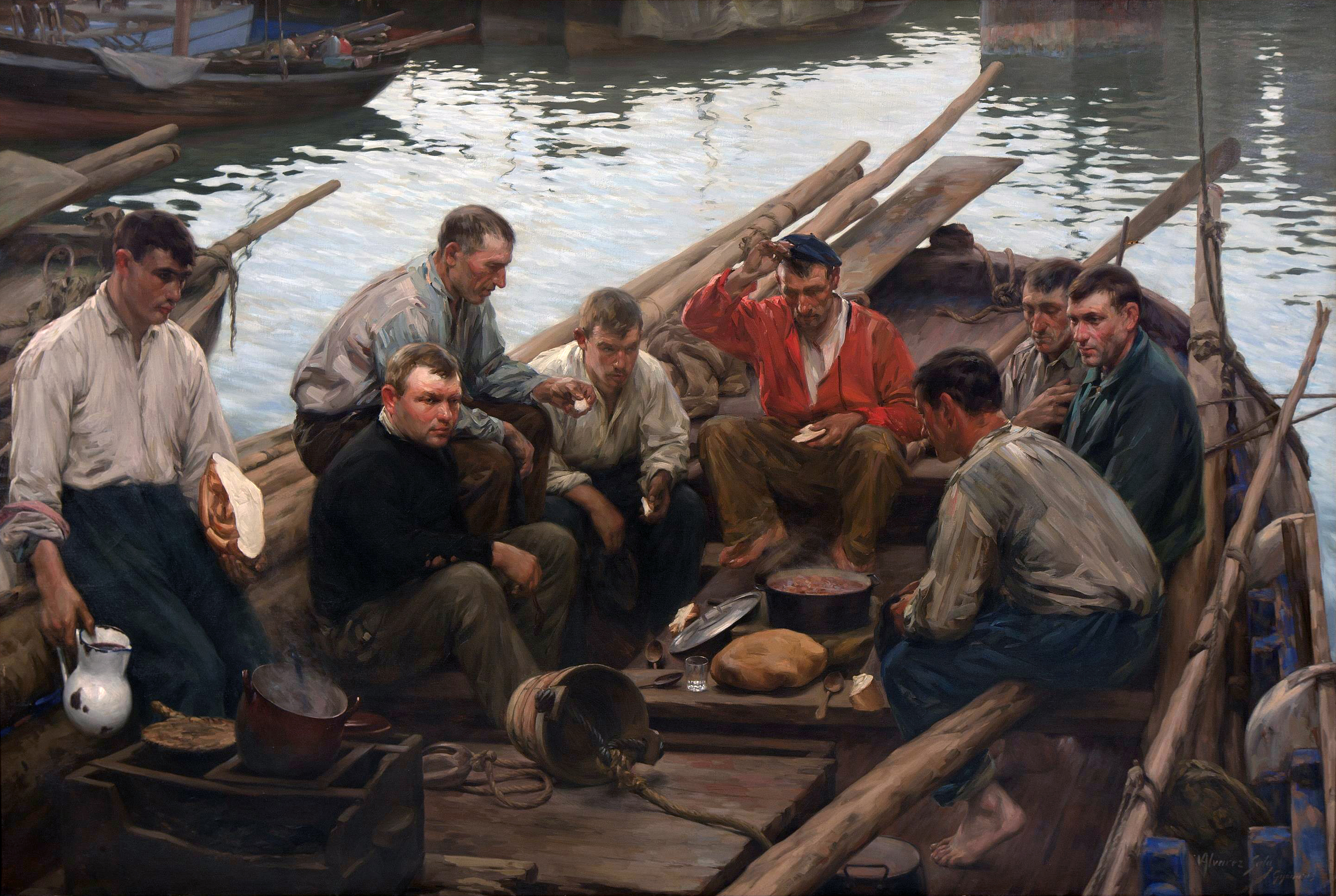
El pan nuestro de cada día, por Ventura Álvarez (1915)

Destacó especialmente como retratista, y por su fecha de nacimiento puede ser considerado a su vez generación de los también asturianos Nicanor Piñole y Evaristo Valle.
En Asturias es posible ver la obra de Ventura Álvarez Sala en los museos de Bellas Artes de Oviedo y el Jovellanos de Gijón (Pescadoras de marisco, de 1912).

## Obras seleccionadas
- Naufragio en las costas de Gijón (1892)
- ¡Todo a babor! (1897)
- Herrador (1899)
- La promesa, después del temporal, Asturias (1903)
- Emigrantes (1908)
- Asturias o Arando la tierra (1910)
- Pescadoras de marisco (1912)
- El pan nuestro de cada día (1915)